# Sandhurst (Kent)
Pour les articles homonymes, voir Sandhurst.
Sandhurst est une paroisse civile et un village du Kent, en Angleterre.